# Ferrovia Bricherasio-Barge
La ferrovia Bricherasio-Barge era una linea ferroviaria di interesse regionale inaugurata nel 1885 per il trasporto del minerale di quarzo e poi utilizzata per il trasporto passeggeri sino alla dismissione nel 1984.

## Storia

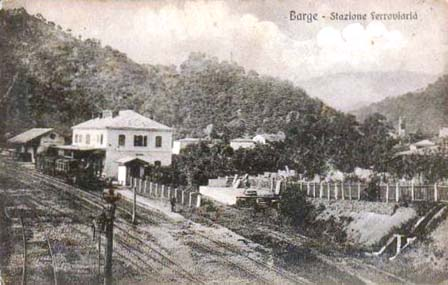
Stazione di Barge

La ferrovia tra Bricherasio e Barge venne costruita successivamente al collegamento di Pinerolo con l'entroterra della Val Pellice e della Val Chisone la cui inaugurazione era avvenuta il 21 dicembre 1882.
Lo scopo principale della sua costruzione era costituito, a quel tempo, dalla necessità del trasporto dei materiali litici (gneiss e quarzo a Bagnolo, quarzite a Barge) estratti nell'area tra Barge e Bagnolo Piemonte al fine di promuoverne uno sfruttamento più intensivo dei giacimenti e incrementarne l'esportazione nei vari paesi dell'Europa. A tale scopo un consorzio privato incaricò nel 1877 l'ingegnere Soldati di elaborare il progetto di massima di una ferrovia fra Bricherasio e Barge in diramazione della linea allora in costruzione. Tale lavoro consentì all'ufficio tecnico che stava sovrintendendo alla costruzione della Ferrovia Moretta-Cavallermaggiore di redigere il progetto esecutivo, presentato nel febbraio 1882 e i cui lavori furono appaltati il successivo 15 maggio.
I lavori, dell'importo complessivo di 1.900.000 lire, furono aggiudicati all'impresa Morosetti di Voghera il 25 febbraio 1883 e furono completati nel settembre 1885 con un anno di ritardo a causa delle pratiche di esproprio e delle difficoltà incontrate nella costruzione del ponte sul Pellice. L'inaugurazione ufficiale ebbe luogo il 6 settembre 1885 alla presenza delle autorità del luogo.

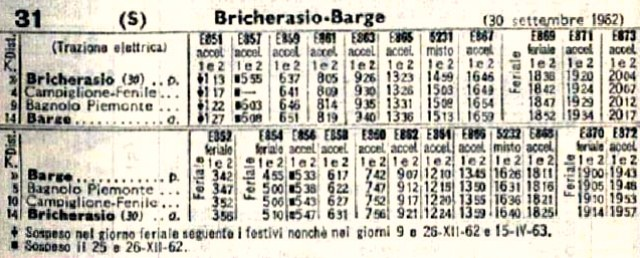
Orario passeggeri del 1962

Il servizio regolare venne attivato il giorno successivo e gestita con trazione a vapore dal Genio Ferrovieri che la utilizzava per l'addestramento delle truppe; il traffico si mantenne a livelli bassi già dall'inizio del Novecento.
Dal 1905 venne incorporata nelle Ferrovie dello Stato.

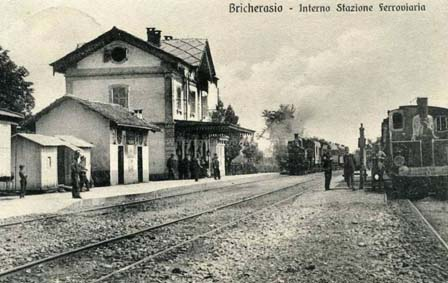
Stazione di Bricherasio

Nel 1921 venne elettrificata insieme alle linee afferenti in corrente alternata trifase a 3.600 volt, ed esercita con tale sistema fino al 28 maggio 1961 quando venne convertita, assieme alle altre linee afferenti al nodo di Torino, nel sistema in corrente continua a 3.000 Volt.
Nel 1966 sulla linea fu soppresso il servizio ferroviario passeggeri e sostituito da un autoservizio nonostante le proteste, atto cui seguì nel 1970 la cessazione di quello merci in attuazione delle direttive relative ai cosiddetti "Rami secchi". La ferrovia venne conseguentemente de-elettrificata.

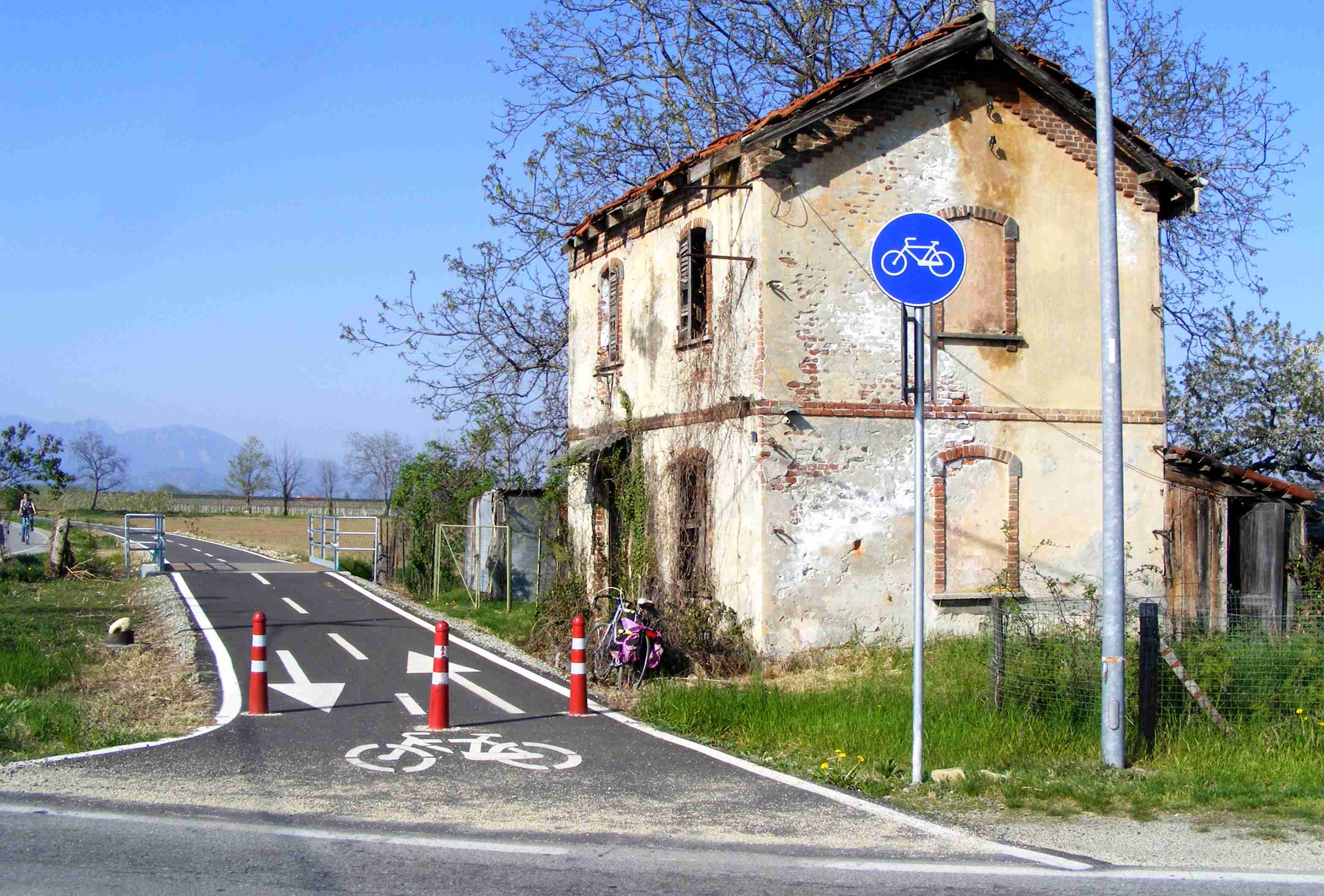
La ciclabile realizzata sul sedime ferroviario a Campiglione-Fenile

Disabilitati gli impianti nel 1983, la linea fu chiusa definitivamente all'esercizio con decorrenza dal 1º luglio 1984, come disposto dal decreto del Presidente della Repubblica del 18 aprile 1984.
Nel 2010 il sedime fra Bricherasio, Campiglione-Fenile e Bibiana venne reimpiegato per una pista ciclabile con l'intento di raggiungere Barge.

## Caratteristiche
La ferrovia a scartamento ordinario ed a binario unico, misurava complessivamente 11,699 km e non presentava un profilo particolarmente accidentato con una pendenza media del 4 per mille. Lo sviluppo dei tratti in curva ammontava al 33% circa.
Per il superamento dei corsi d'acqua furono realizzate numerose opere d'arte, la più importante delle quali era costituita dal ponte sul torrente Pellice.
Diramatasi dalla stazione di Bricherasio e lasciato sulla destra la Ferrovia Pinerolo-Torre Pellice, la linea superava il torrente Pellice con un ponte in muratura a cinque archi di 16 metri di luce ciascuno, lungo 101 metri, per raggiungere la stazione di Campiglione-Fenile.
Entrata nel territorio della provincia di Cuneo, con un percorso nord-sud che si manteneva ad alcuni chilometri dall'abitato di Cavour la ferrovia giungeva alla stazione di Bagnolo Piemonte per terminare infine, superato il ponte a tre archi sul torrente Grana, al capolinea di Barge, impianto che ospitava un deposito-officina.

### Percorso
| Unknown route-map component "exCONTg" |

| Unknown route-map component "exBHF" |

| Unknown route-map component "exCONTgq" | Unknown route-map component "exABZgr" |  |

| Unknown route-map component "exWBRÜCKE1" |

| Unknown route-map component "exBHF" |

| Unknown route-map component "exBHF" |

| Unknown route-map component "exWBRÜCKE1" |

|  |  | Unknown route-map component "exKBHFe" |

|  | Unknown route-map component "uexKBHFa" |

|  | Unused urban continuation forward |

## Materiale rotabile
In seguito all'elettrificazione la trazione dei treni sulla linea venne affidata alle locomotive trifase E.550, sostituite dal 1961 dalle E.400 e in ultimo, per il traffico passeggeri, alle elettromotrici ALe 840.